# SK가스배 신예프로10걸전
SK가스배 신예프로10걸전은 경향신문이 주최하고, SK가스가 후원했던 대한민국의 바둑 기전이다. 한국기원 소속 만 25세 이하, 초단에서 5단까지 젊은기사들을 대상으로하는 기전이다. 결승은 1기부터 2기까지 단판승부의 대결로 이후 3기 12기까지 결승 3번기로 변경되었다. 1기에는 유공가스배에서 2기 ~ 12기까지 SK그룹 차원으로 SK가스배로 명칭을 변경했다. 2008년 12기를 끝으로 잠정 중단되었다.

## 역대 우승자
| 회수 | 연도 | 우승            | 전적  | 준우승      |
| ---- | ---- | --------------- | ----- | ----------- |
| 1    | 1997 | 안조영 四단     | 1 - 0 | 김영삼 四단 |
| 2    | 1998 | 이성재 五단     | 1 - 0 | 목진석 四단 |
| 3    | 1999 | 목진석 四단     | 2 - 0 | 원성진 二단 |
| 4    | 2000 | 이상훈(小) 三단 | 2 - 1 | 이세돌 三단 |
| 5    | 2001 | 강지성 四단     | 2 - 0 | 백대현 四단 |
| 6    | 2002 | 이세돌 五단     | 2 - 0 | 백대현 四단 |
| 7    | 2003 | 조한승          | 2 - 0 | 백대현      |
| 8    | 2004 | 박정상          | 2 - 1 | 안영길      |
| 9    | 2005 | 강동윤          | 2 - 0 | 고근태      |
| 10   | 2006 | 백홍석          | 2 - 0 | 고근태      |
| 11   | 2007 | 윤준상          | 2 - 1 | 허영호      |
| 12   | 2008 | 김기용          | 2 - 1 | 박정환      |